# 普萊恩菲爾德鎮區 (伊利諾伊州威爾縣)
普萊恩菲爾德鎮區（英語：Plainfield Township）是位於美國伊利諾伊州威爾縣的一個行政鎮區。

## 地方資料
根據2010年美國人口普查的數據，普萊恩菲爾德鎮區的面積為91.30平方千米，當中陸地面積為86.70平方千米，而水域面積為4.60平方千米。當地共有人口82021人，而人口密度為每平方千米898.37人。